# روابط اسرائیل و موریس
روابط اسرائیل و موریس به روابط دو جانبه میان دولت اسرائیل و جمهوری موریس اشاره دارد. سفارت اسرائیل در نایروبی، کنیا در موریس نماینده است. موریس یک کنسول افتخاری به نام رگو نفتعلی در تل آویو دارد.

## بررسی کلی
روابط دولت اسرائیل و جمهوری موریس بلافاصله پس از استقلال موریس به‌طور رسمی در سال ۱۹۶۸ برقرار شد. موریس تصمیم گرفته‌است روابط خود را با اسرائیل به دلیل تحریم اسرائیل به دست کشورهای آفریقای سیاه قطع کند. روابط بین کشورها در ۳۰ سپتامبر ۱۹۹۳ برقرار شد.
روابط اقتصادی بین اسرائیل و موریس بسیار ناچیز است. تجارت دوجانبه میان دو کشور در سال ۲۰۱۵ بالغ بر ۵٫۷ میلیون دلار آمریکا بود که ۴٫۱ مورد آن صادرات اسرائیل به موریس و ۱٫۶ مورد آن واردات اسرائیل از موریس است.